# Fania Brancowska
Fania Brancowska z domu Jocheles (ur. 22 maja 1922 w Kownie, zm. 22 września 2024) – nauczycielka, bibliotekarka, statystyk, w czasie II wojny światowej została uwięziona w getcie wileńskim, następnie walczyła w szeregach żydowskiego ruchu oporu i sowieckiej partyzantki, po odzyskaniu niepodległości przez Litwę zaangażowała się w działania na rzecz upamiętnienia oraz zachowania spuścizny wileńskich Żydów.

## Życiorys

### Okres przedwojenny
Urodziła się 22 maja 1922 roku w Kownie, ówczesnej stolicy Litwy. Była córką Beniamina Jochelesa i jego małżonki Racheli z d. Gałuńskiej. Jej ojciec był z zawodu elektromechanikiem, pracował w elektrowni kolejowej w Kownie. Miała siostrę Rywkę (ur. 1927). Przy urodzeniu nadano jej imię Fajga, jednakże od najmłodszych lat nazywano ją jego rosyjskim zdrobnieniem Fania.
W 1927 roku, kilka miesięcy po wojskowym zamachu stanu, jej ojciec został aresztowany pod zarzutem szpiegostwa na rzecz Polski. Dzięki zabiegom litewskiego przyjaciela rodziny został zwolniony z aresztu, jednakże Jochelsowie byli zmuszeni w trybie natychmiastowym opuścić Litwę.
Przenieśli się do Wilna, gdzie jej ojciec został nauczycielem elektrotechniki w szkole prowadzonej przez żydowski związek zawodowy. Otworzył także warsztat elektryczny o nazwie „Dynamo”. W Wilnie uczęszczała do żydowskiego gimnazjum koedukacyjnego Zofii Gurewiczówny, w którym językiem wykładowym był jidysz.

### II wojna światowa
W październiku 1939 roku rozpoczęła się litewska okupacja Wileńszczyzny. Fania, która latem tegoż roku ukończyła szkołę średnią, przeniosła się do Grodna, znajdującego się podówczas w sowieckiej strefie okupacyjnej. Podjęła tam naukę w kolegium nauczycielskim. Na początku 1940 roku władze sowieckie nakazały jej przenieść się do położonego dalej od granicy Nowogródka. Kontynuowała tam kurs nauczycielski, wstąpiła również do Komsomołu. Po ukończeniu nauki skierowano ją do Żerebkowicz, gdzie podjęła pracę jako wiejska nauczycielka. Nauczała języków białoruskiego i rosyjskiego, historii oraz wychowania fizycznego.
W czerwcu 1941 roku złożyła podanie o przyjęcie na Uniwersytet Wileński. Według Judith Leister nawiązała także współpracę z instytutem YIVO.
22 czerwca 1941 roku nazistowskie Niemcy zaatakowały ZSRR. Fania wraz z ojcem usiłowali uciec na wschód, jednakże wobec szybkich postępów Wehrmachtu okazało się to niemożliwe. Ostatecznie powrócili do zajętego przez Niemców Wilna. We wrześniu 1941 roku została wraz z rodziną uwięziona w nowo utworzonym getcie. Ze względu na fakt, iż ojciec jako elektrotechnik był zaliczany do grona fachowców, rodzina była przez długi czas względnie niezagrożona. Fania wykonywała prace dorywcze, aż do czasu, gdy znalazła stałe zatrudnienie w warsztatach zorganizowanych przez okupanta na terenie getta.
Przyłączyła się do powstałej w styczniu 1942 roku Zjednoczonej Organizacji Partyzanckiej (Farejnikte Partizaner-Organizacje, FPO). Uczestniczyła m.in. w produkcji butelek zapalających oraz w drukowaniu konspiracyjnych gazet i ulotek. Nauczyła się również posługiwać bronią. 23 września 1944 roku, w dniu rozpoczęcia ostatecznej likwidacji getta, wraz z grupą towarzyszy uciekła do Puszczy Rudnickiej, gdzie dołączyła do partyzantki sowieckiej. Początkowo walczyła w szeregach oddziału im. Adama Mickiewicza. Później trafiła do oddziału „Za Pobiedu” („Za zwycięstwo”), którym dowodził Szmul Kapliński i w którym służyli przede wszystkim Żydzi. Została sekretarzem lokalnej komórki Komsomołu. Walczyła w partyzantce przez dziewięć miesięcy, do czasu ponownego zajęcia Wileńszczyzny przez Armię Czerwoną.
W czasie Zagłady straciła ponad 50 członków rodziny, w tym ojca – zamordowanego w obozie koncentracyjnym Klooga, matkę – zamordowaną w okolicach Rygi, oraz młodszą siostrę, która zginęła w KL Stutthof. Pozostałych krewnych wymordowano w podwileńskich Ponarach.

### Lata powojenne
Po zakończeniu niemieckiej okupacji pozostała w Wilnie. 17 sierpnia 1944 roku poślubiła Michaiła Brancowskiego, wileńskiego Żyda, z którym razem walczyli w jednym oddziale partyzanckim. Początkowo pracowała jako sekretarka w jednym z ministerstw Litewskiej SRR, podczas gdy mąż został kierownikiem w fabryce. Oboje byli członkami delegacji Litewskiej SRR, która w czerwcu 1945 roku wzięła udział w Paradzie Zwycięstwa na placu Czerwonym w Moskwie (jej mąż został wtedy odznaczony Medalem „Partyzantowi Wojny Ojczyźnianej”). W kwietniu 1945 roku, ukończywszy wpierw stosowne kursy, podjęła pracę w centralnym urzędzie statystycznym Litewskiej SSR. Z kolei jej mąż w późniejszych latach zajmował wysokie stanowiska w strukturach resortów gospodarczych Litewskiej SRR.
Oboje zostali członkami KPZR. Mieli dwie córki. Jak przyznawała po latach, oboje z mężem konsekwentnie wierzyli w socjalizm i system sowiecki, stąd nigdy nie rozważali możliwości emigracji z ZSRR.
W grudniu 1985 roku Michaił Brancowski zmarł na chorobę nowotworową. Pięć lat później Fania Brancowska przeszła na emeryturę.
Po rozpadzie ZSRR i odzyskaniu niepodległości przez Litwę podjęła pracę w założonym w 2001 roku Instytucie Jidysz na Uniwersytecie Wileńskim. Zorganizowała i prowadziła bibliotekę instytutu. Udzielała się także w wileńskiej gminie żydowskiej. Była zaangażowana w różnorakie działania na rzecz upamiętnienia oraz zachowania spuścizny wileńskich Żydów, w tym zwłaszcza mające na celu upamiętnienie ofiar Zagłady i bojowników żydowskiego ruchu oporu.
Litewska prokuratura podejrzewała ją o współudział w masakrze mieszkańców wsi Koniuchy (podobne oskarżenia wysunięto pod adresem Jicchaka Arada i Racheli Margolis). W 2008 roku usiłowano ją przesłuchać w tej sprawie, co spotkało się z gwałtowną krytyką izraelskiego rządu i prasy. Ostatecznie m.in. na skutek międzynarodowych protestów dochodzenie zostało umorzone.
W 2009 roku została odznaczona Orderem Zasługi Republiki Federalnej Niemiec.

## Odniesienia w kulturze
Fania Brancowska jest bohaterką niemieckiego filmu dokumentalnego Liza ruft! („Liza woła!”) z 2018 roku (reż. Christian Carlsen).